# 藪正孝
藪 正孝（やぶ まさたか、1956年〈昭和31年〉1月 - ）は、日本の元警察官。福岡県警や警察庁で約16年にわたって暴力団対策を担った。

## 経歴
福岡県北九州市戸畑区出身。1975年、福岡県警の警察官となる。1993年には福岡県警吉井署刑事課長に在職し、1年前に制定された暴対法に基づいて、企業、団体、婦人グループに20回以上の講演をして回った。
2003年（平成15年）3月以降、主に工藤會対策を担当。工藤會が関与したとされる市民襲撃4事件のうち3つに関わる。福岡県警捜査第四課管理官、北九州地区暴力団犯罪捜査課長、暴力団対策部副部長、久留米警察署長、地域部長を経て、2016年（平成28年）2月、福岡県警察を定年退職。2016年（平成28年）4月から2021年9月まで、公益財団法人福岡県暴力追放運動推進センター専務理事を務める。工藤會の溝下秀男や野村悟とも面識があり、特に野村悟は藪のことを「まじめな警察官」だと述べている。退職後も暴力追放運動推進センター理事として工藤会の本部事務所の撤去に関わった。
2019年8月、暴力団情報を発信するため「暴追ネット福岡」を開設した。
2020年5月、これまでの経験に基づき、福岡県警による工藤會対策の概要と暴力団問題の課題と提言を取りまとめた『県警VS暴力団』を文藝春秋から出版した。
2021年11月、同年8月の工藤會・野村悟総裁、田上不美夫会長に対する福岡地裁判決を受けて、『福岡県警工藤會対策課』を彩図社から出版。
2023年6月、野村総裁の死刑判決に至る捜査の詳細な経緯、暴力団をはじめとする組織犯罪対策の課題を追求した『暴力団捜査 極秘ファイル』を彩図社から出版。
2025年7月、暴力団捜査における情報収集、インテリジェンスの活用、組織における不祥事案防止、報道対策について、『暴力団捜査とインテリジェンス』を幻冬舎から出版。

## 暴力団対策ビデオ
- 1998年、暴力追放福岡県民会議が外注製作したビデオに参加する[8]。これに触発して以後暴力団対策のビデオの製作を行う[8]。

- 1999年10月、福岡県警暴力団対策課課長補佐のときに[8]、自身が監督とナレーションとシナリオ作成を担当して[8]、暴力団に脅された時の対応法をまとめたビデオ「狙われた企業－あなたならどうする？」を製作した[8]。外注すれば数百万の費用がかかるので、音楽や編集や出演者もすべて署内の職員が担った。カメラも身内に借りた[8]。サラリーマンが交通事故を起こしてしまい、それに乗じた暴力団員が会社まで脅しに来るという内容だった[8]。

- 2006年（平成18年）、若者へ暴力団の実情を知らせる目的として、暴追ビデオ『許されざる者』を制作した[9]。このビデオを北九州市を通じて中学校・高校へ配布しようとしたが、後に工藤會が北九州市教育委員会に対し「ビデオは工藤會会員の子供に対するいじめを誘発する」と抗議。それを受け、北九州市教委は、学校では上映しないと決定したことが報道された[10]。本人は「いいヤクザなどいない。暴力団に入ると簡単には辞められない。暴力団に加入してはいけないというメッセージだ。決していじめを誘発するもでのはない」と反論した。2010年（平成22年）4月、総合的暴力団排除条例としては初めての福岡県暴力団排除条例が施行。それを機に、『許されざる者』は県内約150カ所のレンタルビデオ店で無料貸し出しされることとなった。現在は、福岡県暴力追放運動推進センターの動画コーナーで見ることができる。

## 出版
- 県警VS暴力団 刑事が見たヤクザの真実』文藝春秋　2020年　ISBN 4166612638
- 福岡県警工藤會対策課 現場指揮官が語る工藤會との死闘　彩図社　2021年 ISBN 9784801305724
- 暴力団捜査 極秘ファイル　彩図社　2023年 ISBN 9784801306677
- 暴力団捜査とインテリジェンス　幻冬舎　2025年 ISBN 9784344987821